# Langenbrettach
Langenbrettach – miejscowość i gmina w Niemczech, w kraju związkowym Badenia-Wirtembergia, w rejencji Stuttgart, w regionie Heilbronn-Franken, w powiecie Heilbronn, wchodzi w skład wspólnoty administracyjnej Neuenstadt am Kocher. Leży nad rzeką Brettach, ok. 15 km na północny wschód od Heilbronn.

## Galeria

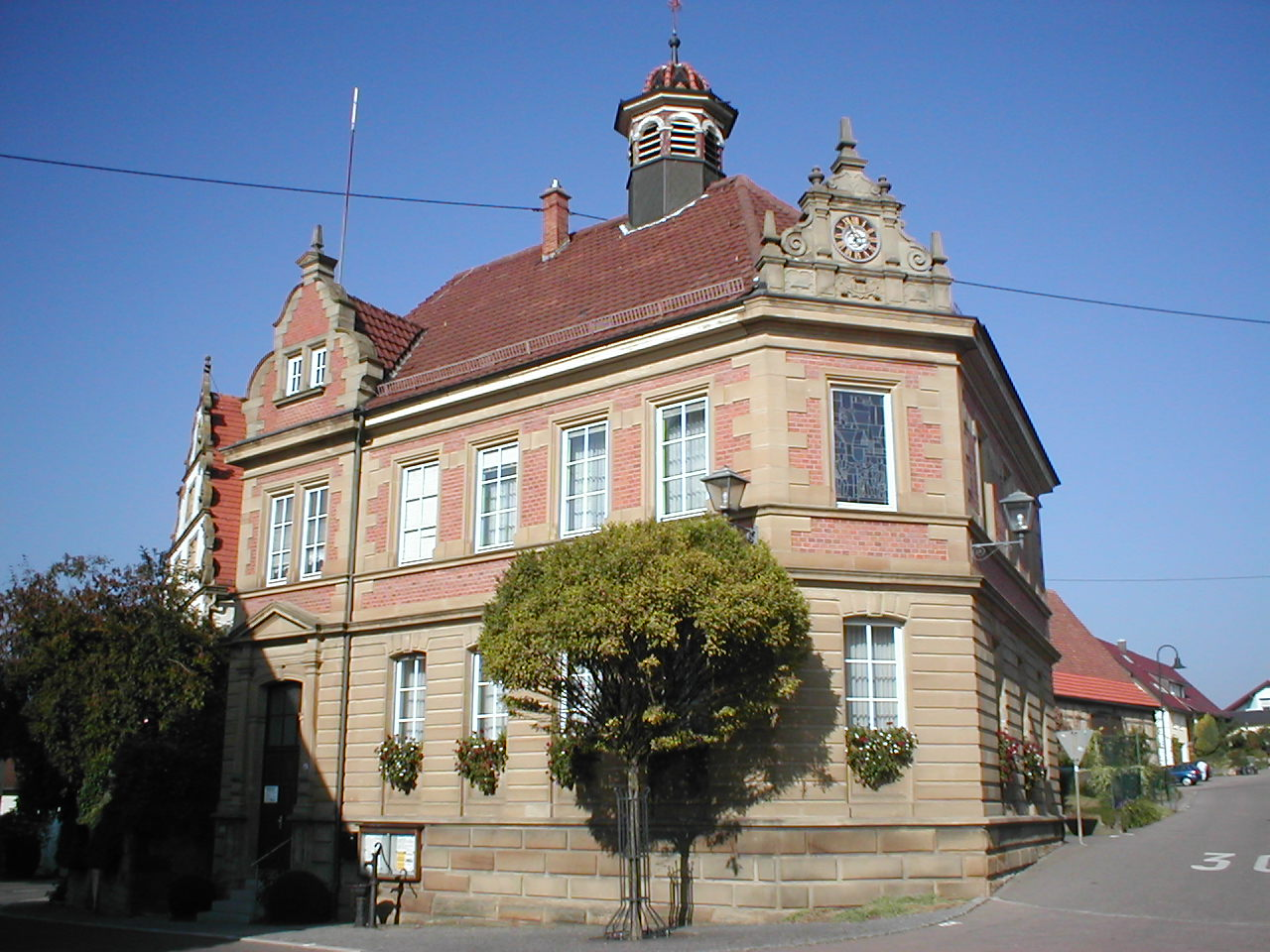
Ratusz w dzielnicy Brettach z 1888
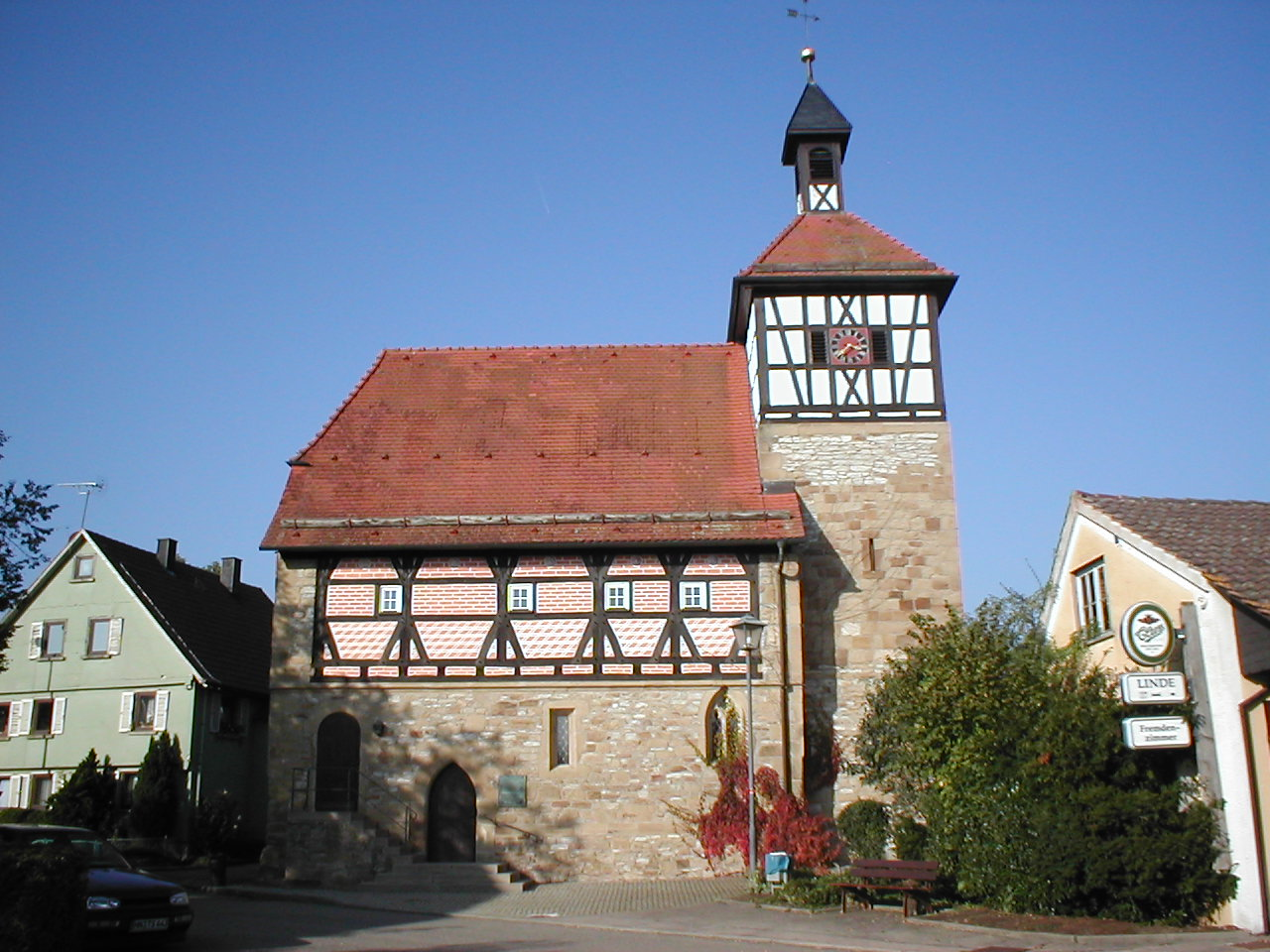
Kościół w dzielnicy Langenbeutingen
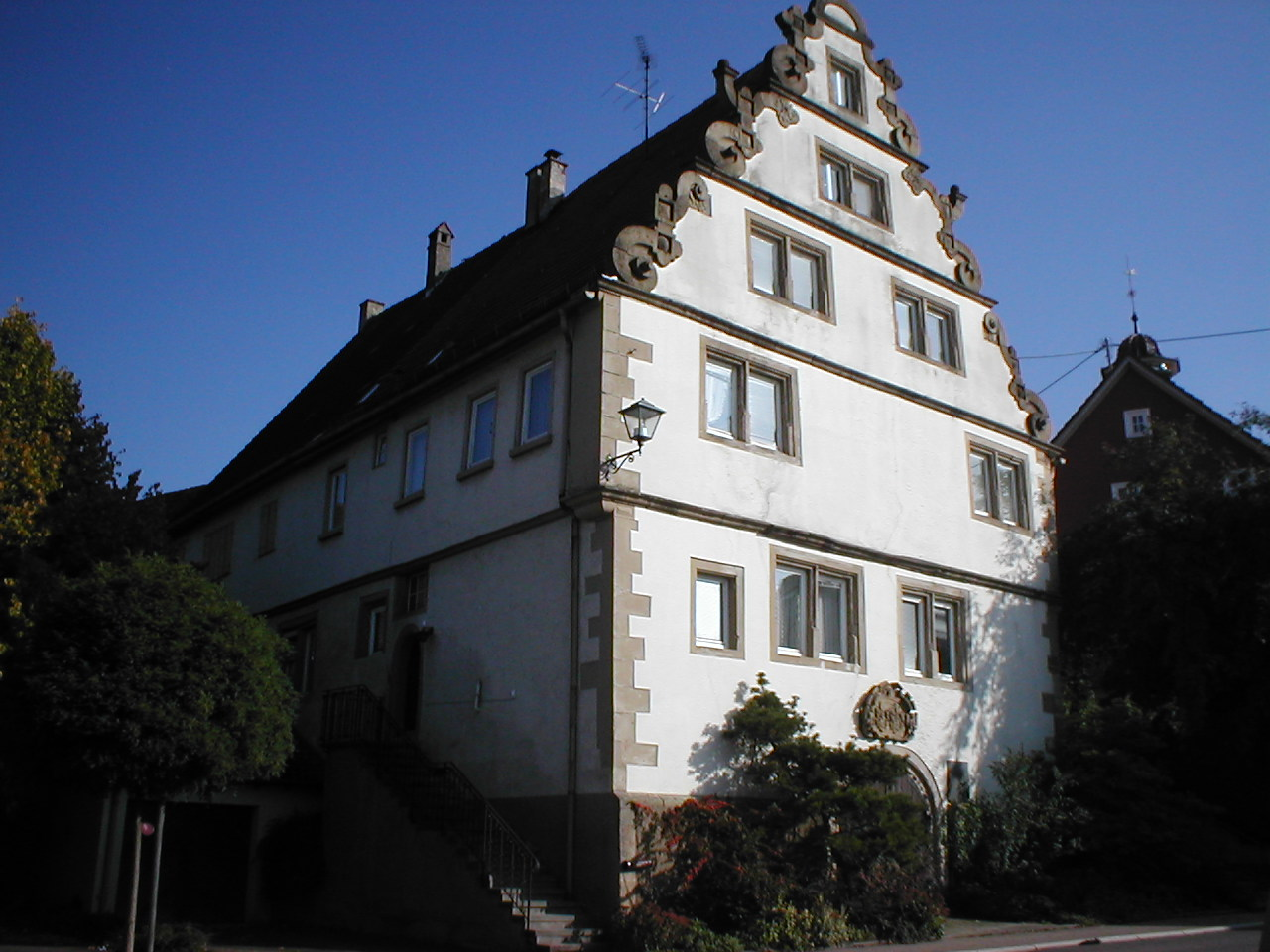
Zamek Chanofsky'iego